# Lucky Luciano EP
Lucky Luciano EP è l'EP di debutto del rapper italiano Vale Lambo, pubblicato nel 2014.

## Tracce
1. Night by Night – 3:35
2. Che cap tien? (feat. Dome Flame) – 3:42
3. Aro stat e' cas
4. Muv Life (feat. Danny Mega) – 3:48
5. Family First (feat. Vinz Turner, Lele Blade, Danny Mega & Dome Flame) – 2:51